# Bertinoro
Bertinoro ist eine Gemeinde mit 11.089 Einwohnern (Stand 31. Dezember 2023) in der italienischen Region Emilia-Romagna und gehört zur Provinz Forlì-Cesena (FC).

## Lage
Bertinoro liegt zwischen Forlì im Nordwesten und Cesena im Südosten am Rande des Apennin. Zur östlich liegenden Adriaküste sind es rund 20 km (Luftlinie), nach Ravenna im Norden und nach Rimini im Südosten jeweils etwa 35 km.
Die Nachbargemeinden sind: Cesena, Forlì, Forlimpopoli, Meldola und Ravenna (RA).

## Charakteristik des Ortes
Die Gemeinde befindet sich am östlichen Abhang des Apennin, wo das hügelige Gelände in flaches Land Richtung Norden zur Poebene übergeht. Dementsprechend steil sind einige Straßen. Es gibt einen spektakulären Aussichtspunkt nach Norden weit über die italienische Landschaft. In diesem Zusammenhang spricht man auch vom balcone della Romagna, dem Balkon der Romagna. 
Neben einigen breiteren Straßen, die zum und durch den Ort führen, gibt es auch viele kleine Gassen, die zusammen mit den Häusern und der Lage hoch über der Ebene den besonderen Reiz des Ortes ausmachen.

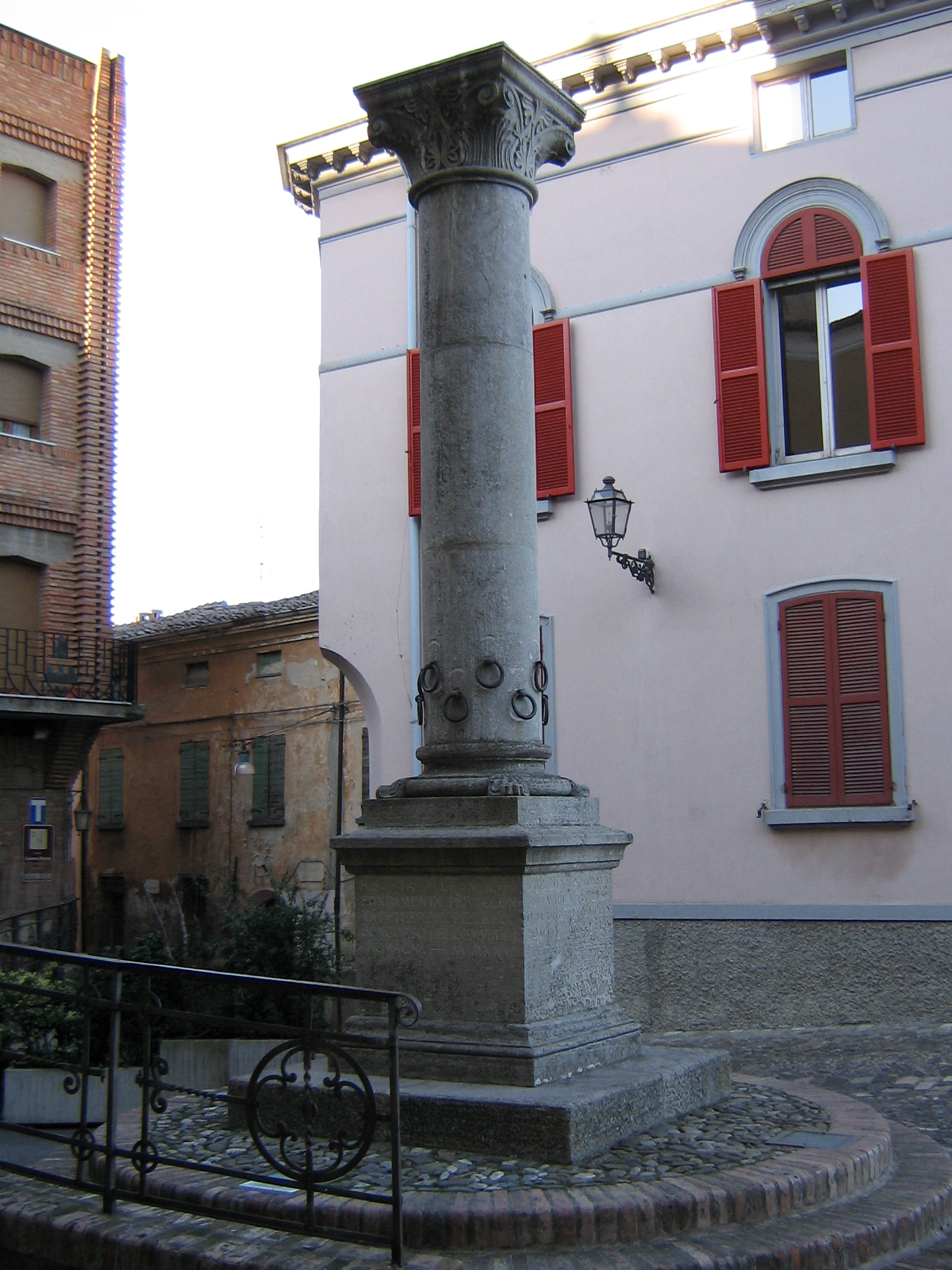
Colonna degli Anelli

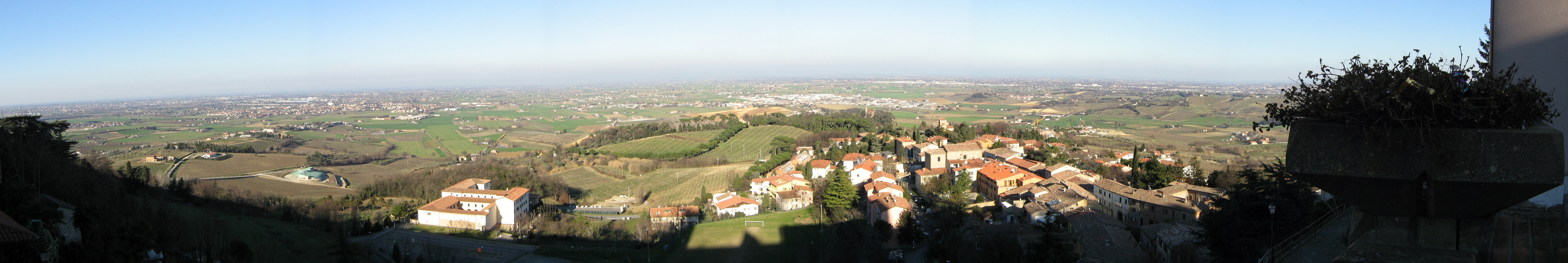
Bertinoro – Panorama

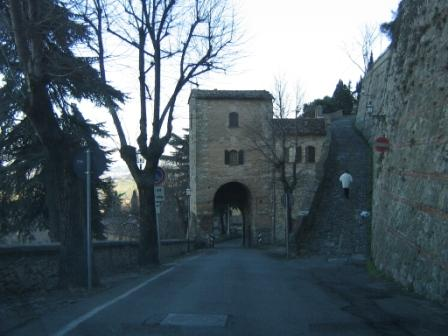
Mauer und Tor der Rocca

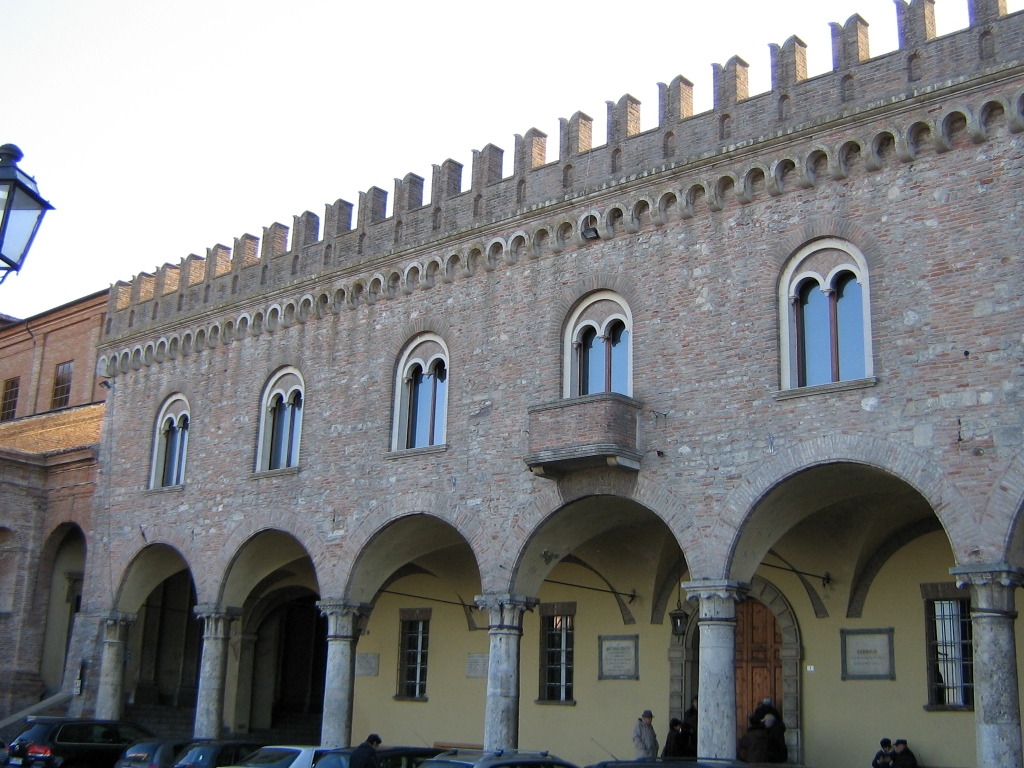
Palazzo Ordelaffi

## Sehenswürdigkeiten
- Die Colonna degli Anelli (oder dell'Ospitalità) ist eine Säule mit Ringen (Anelli) aus dem 13. Jahrhundert. Die Legende sagt, dass jeder Ring einer der bedeutenden Familien des Ortes zugeordnet war. Kam nun ein Fremder zu Pferd nach Bertinoro, entschied der Ring, den er zum Anbinden seines Pferdes benutzte, über das Haus, dessen Gastfreundschaft (Ospitalità) er in Anspruch nehmen durfte. Dieser Tradition wird jedes Jahr am ersten Septembersonntag gedacht.
- Die Rocca (Stadtburg) wurde um das Jahr 1000 erbaut. Heute ist sie Sitz des Centro residenziale universitario dell'Alma Mater Studiorum der Universität Bologna und ein interreligiöses Museum, das die Gemeinsamkeiten der drei monotheistischen Religionen – Judentum, Christentum, Islam – zum Thema hat.
- Der Palazzo Ordelaffi wurde 1306 vom damaligen Stadtherrn Pino I. Ordelaffi errichtet und beherbergt heute das Rathaus der Stadt.
- Neben dem Rathaus befindet sich die Kathedrale. Sie wurde ab 1500 im Bramante-Stil errichtet und ist St. Caterina von Alexandria gewidmet, der Schutzpatronin von Bertinoro.
- Romanische Kirche San Donato in Polenta

## Ortsteile
Santa Maria Nuova Spallicci, Santa Croce, San Pietro in Gardiano, Fratta Terme, Polenta, Collinello, Ospedaletto, Capocolle, Bracciano 

## Trivia
- Der Name Bertinoro wird auch auf den Ausspruch aus dem kaiserlichen Munde der Galla Placidia zurückgeführt: „ber' ti in oro“ („man sollte dich aus goldenem Becher trinken“) soll sie gesagt haben, als man ihr den hier wachsenden vortrefflichen Wein, den Albana in einem Keramikbecher reichte.
- Den Protagonisten Fabian im Hörspiel „Trolle nach Süden“ des Autors Bernd Gieseking führt eine Reise entlang den realen Partnergemeinden Bertinoros von Ale (Schweden) über den Kaufunger Wald (Deutschland) zur Säule der Freundschaft in Bertinoro.

## Städtepartnerschaften
Bertinoro ist durch Partnerschaften verbunden mit 
- Ale in Schweden, seit 1998
- Kaufungen in Hessen (Deutschland), seit 1999

## Söhne und Töchter der Stadt
- Obadja ben Avraham Bertinoro, genannt Il Gran Bertinoro (ca. 1465–1515), Rabbiner und bedeutender Kommentator der Mischna
- Carlo Giuseppe Gentili (1840–1916), römisch-katholischer Geistlicher und Kapuziner
- Ermete Novelli (1851–1919), Schauspieler
- Aldo Spallici (1886–1973), Dialektdichter
- Luigi Maria Ugolini (1895–1936), Archäologe
- Dante Arfelli (1921–1995), Schriftsteller
- Giuseppe Fabiani (1926–2019), katholischer Geistlicher, Bischof von Imola
- Arnaldo Pambianco (1935–2022), Radrennfahrer